# Нижние Бараки
Нижние Бараки —хутор в Новоузенском районе Саратовской области в составе сельского поселения Куриловское муниципальное образование. 

## География
Находится на расстоянии примерно 27 километров по прямой на север-северо-запад от районного центра города Новоузенск.

## История
Официальная дата основания 1929 год.

## Население
Постоянное население составило 6 человека (33% русские, 67% казахи) в 2002 году, 5 в 2010.